# Max Horn (Politiker)
Max Friedrich Horn (* 5. Mai 1863 in Schleiz; † nach 1943) war Landrat und Mitglied des Deutschen Reichstags.

## Leben
Horn besuchte die Volksschule und das Gymnasium in Schleiz und die Universitäten Leipzig und Jena. Ab 1885 war er Referendar, ab 1889 Gerichts- und Regierungsassessor und dann bis 1901 Regierungsrat und vortragender Rat im Fürstlichen Ministerium zu Gera. Seit 1. Juli 1901 war er Landrat in Schleiz.
Von 1907 bis 1912 war er Mitglied des Deutschen Reichstags für den Reichstagswahlkreis Reuß jüngerer Linie Gera, Schleiz und die Nationalliberale Partei.